# Yasuhiko Takahashi
Yasuhiko Takahashi (japanisch 髙橋 靖彦 Takahashi Yasuhiko, geboren am 12. Mai 1985 in Kakunodate, Senboku (heute Senboku), Akita) ist ein japanischer Rhönradturner. Er wurde mehrfach Weltmeister sowie 7-mal Japanischer Meister. Er arbeitet für das Basketballteam Akita Northern Happinets. Im Alter von 19 Jahren wurde er als Baseballspieler verletzt und wechselte zum Rhönrad. Er studierte an der Universität Tsukuba.

## Weltmeistertitel
- 2013 Chicago,  Vereinigte Staaten, Mehrkampf
- 2014 Berlin,  Deutschland, zusammen mit japanischen Team
- 2015 Lignano,  Italien, Mehrkampf
- 2015 Lignano,  Italien, Gerade
- 2015 Lignano,  Italien, Sprung
- 2016 Cincinnati,  Vereinigte Staaten, Gerade
- 2018 Magglingen,  Schweiz, Mehrkampf
- 2018 Magglingen,  Schweiz, Spirale
- 2018 Magglingen,  Schweiz, Sprung